# Maria Cristina Brancucci
Maria Cristina Brancucci (Roma, 20 aprile 1940 – Roma, 11 gennaio 2022) è stata una cantante italiana, specialmente interprete di canzoni in film d'animazione.
Come cantante è stata attiva negli anni sessanta e settanta usando gli pseudonimi Christy e Cristy.

## Biografia

Un 45 giri di Cristy pubblicato dalla First (1971)

Era figlia di Italo Brancucci, sorella maggiore di Ernesto Brancucci, meglio noto come Ermavilo, e di Margherita Brancucci, anch'essa cantante principalmente corista tra gli anni '60 e '70.
Inizia l'attività di cantante all'inizio degli anni '60 con l'interpretazione dei motivi conduttori di varie colonne sonore realizzate per l'RCA Italiana da autori come Ennio Morricone e Luis Bacalov, collaborando spesso con I "Cantori moderni" di Alessandroni. Tali interpretazioni la confermano come la vocalist italiana probabilmente migliore di sempre, dotata di un registro acuto eccezionalmente potente.
Passa poi alla Parade, debuttando come cantante solista; con questa etichetta incide tra l'altro il singolo Amore amore amore amore di Alberto Sordi e Piero Piccioni, tratto dalla colonna sonora del film Un italiano in America con la direzione d'orchestra di Bruno Nicolai. Nel 1968 doppia Barbra Streisand nelle parti cantate del film Funny Girl.
Tra le sue altre principali attività di quegli anni, spicca sicuramente la frenetica collaborazione con Marcello Giombini ed il suo complesso Clan Alleluia, con il quale inciderà ben 13 LP tra il 1969 e il 1974, con il fratello Ernesto, la sorella Margherita e la cognata Marinella Viri.
Nel 1969 partecipa al Cantagiovani, una manifestazione musicale itinerante organizzata dalla RCA Italiana, in cui si esibisce con altri artisti come Gabriella Ferri, Ugolino, i Bertas, Rosalino Cellamare ed altri; inoltre con la canzone Il sole partecipa a Un juke-box per l'estate.
Nel 1970 interpreta la parte della Vavassora nella commedia musicale Alleluja brava gente (scritta da Garinei e Giovannini in collaborazione con Iaia Fiastri, con musiche di Domenico Modugno e Renato Rascel).
Torna a lavorare con Garinei e Giovannini nella stagione 1974/1975, interpretando Ortensia in Aggiungi un posto a tavola, con musiche di Armando Trovajoli, lavorando insieme, tra gli altri, a Johnny Dorelli, Paolo Panelli e Bice Valori. Manterrà questo ruolo anche nelle successive tre edizioni, nel 1978 e nel 1990 sempre al fianco di Dorelli e nel 2002 al fianco di Giulio Scarpati.
Nel 1975 incide la canzone Against The Light, scritta da Roberto Pregadio per la musica e da Fabrizio Pregadio per il testo, per la colonna sonora del film Peccati di gioventù di Silvio Amadio (con Gloria Guida).
Martedì 7 dicembre 2010 partecipa come "identità" al quiz televisivo Soliti ignoti - Identità nascoste, come persona che ha cantato "I sogni son desideri", in occasione della prima TV del film Cenerentola su Rai Uno.
Morì a Roma l'11 gennaio 2022, all'età di 81 anni.

## Discografia

### Singoli
- 1966 – Run Man Run/La resa (strumentale) (pubblicato come Christy)
- 1967 – The Man for Me/N-A-50-33-11 (strumentale) (pubblicato come Christy)
- 1967 – Parla tu cuore mio/Se chiami amore (pubblicato come Christy)
- 1968 – Amore amore amore amore/Deep Down (pubblicato come Christy)
- 1969 – Al Messico che vorrei/Viva la revolucion (strumentale) (pubblicato come Christy)
- 1969 – Il sole/Il tango dell'addio (pubblicato come Christy)
- 1971 – Principe azzurro/Una pistola in vendita (pubblicato come Cristy)
- 1971 – Notte d'amore/Stasera (pubblicato come Christy)
- 1972 – Lei se ne more/Troppe volte (pubblicato come Christy)

### Partecipazioni
- 1964 – Le canzoni di sempre (con i brani Bocca nel buio, Come le rose e Fascination; incisi come Cristina Brancuccio)
- 1964 – Musica sul velluto di Ennio Morricone (con il brano Quando quando quando; inciso come Cristina Brancuccio)

## Doppiaggio
- Cenerentola (parte cantata) in Cenerentola (ridoppiaggio)
- Signorina Kitty in Basil l'investigatopo
- Kanga (parte cantata) in Winny-Puh l'orsetto goloso
- Georgette (parte cantata) in Oliver & Company
- Ranoquita in Thumbelina - Pollicina
- Imperatrice Maria (parte cantata) in Anastasia
- Mrs. Bric (parte cantata) ne La bella e la bestia - Un magico Natale
- Zelda (parte cantata) in L'incantesimo del lago 3 - Lo scrigno magico
- Fata Smemorina (parte cantata) in Cenerentola II - Quando i sogni diventano realtà
- Mamma Odie (parte cantata) ne La principessa e il ranocchio